# Dionisio Daza Chacón
Dionisio Daza Chacón (Valladolid, 1510-Madrid, 1596) cirujano español, hermano del jurista Bernardino Daza.

## Biografía
Fue la tercera generación familiar de médicos. Su abuelo fue Dionisio Chacón, médico de cámara de Felipe I. Estudió medicina en Valladolid y Salamanca. Se dedicó por entero a la cirugía, destacando como el gran cirujano militar de los ejércitos de Carlos I y Felipe II, junto a Andrea Vesalio, de quien fue amigo. Daza y Vesalio atendieron al infante Carlos de Austria.
Cuando no atendía en el frente bélico, lo hacía en la Corte y en los hospitales de la capital. En 1557 fue designado cirujano del Hospital Real de Valladolid; en 1561, cirujano de la Casa Real y en 1572 cirujano de cámara de Juan de Austria. En 1580 Felipe II le concedió la jubilación íntegra, y pasó sus últimos años entre Madrid y Valladolid.

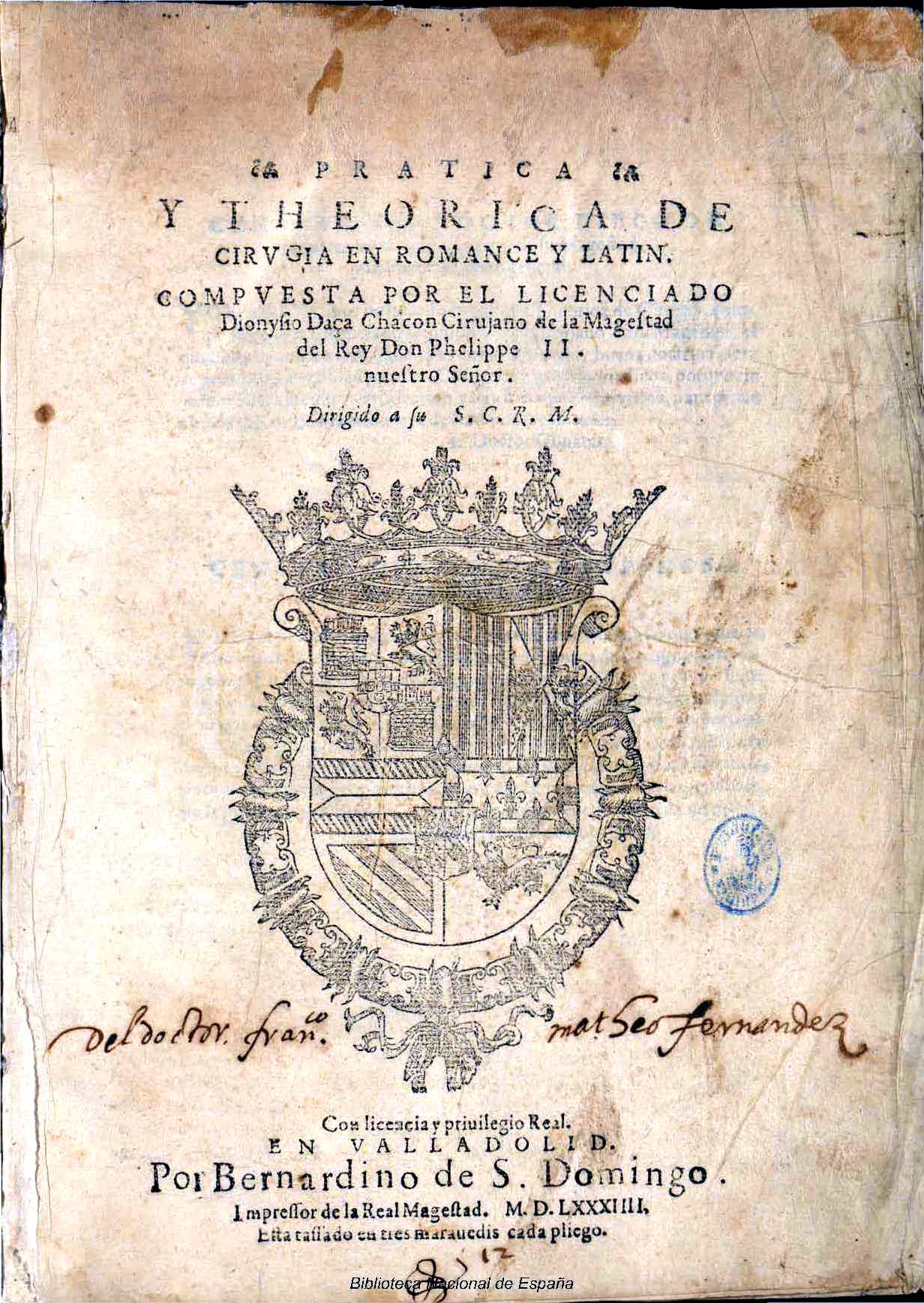
Portada de Pratica y theorica de cirugia en romance y latin compuesta por el Licenciado Dionysio Daça Chacon, en Valladolid, por Bernardino de S. Domingo, 1584.

## Obras
- Práctica y teórica de cirugía  (1582-95), varias veces reeditada